# FITS
FITS (ang. flexible image transport system) – format pliku wykorzystywany do przechowywania, przekazywania oraz manipulowania obrazami zawierającymi informacje naukowe. Jest najczęściej stosowanym formatem w zagadnieniach związanych z astronomią; wykorzystują go agencje NASA oraz IAU. W przeciwieństwie do wielu innych formatów, został zaprojektowany także do przechowywania informacji naukowych i w związku z tym istnieje możliwość zapisania wielu dodatkowych danych wraz z oryginalnymi metadanymi.
Główną zaletą formatu jest to, że metadane obrazów przechowywane są w nagłówku zapisanym standardowymi znakami ASCII, co powoduje, że jest on czytelny dla człowieka. Każdy plik w formacie FITS składa się z co najmniej jednego nagłówka zawierającego 80-znakowe bloki znaków ASCII kodujących pary klucz/wartość. Pary te mogą dostarczać informacji o wielkości i wymiarach obrazu, format danych, komentarze oraz dowolną inną informację, jaką autor tam umieści.

## Historia
Potrzeba zaprojektowania nowego formatu pliku narodziła się wraz z potrzeba przekazywania obrazów oraz danych astronomicznych z jednej organizacji do innej. Pracę nad formatem rozpoczęli Don Wells oraz Ron Harten około roku 1976. Stworzyli wtedy format, który składał się z jednego nagłówka oraz sekcji danych następującej po nim. W styczniu 1979 została sformowana grupa, której zadaniem było stworzenie standardu zapisu danych astronomicznych. Pierwsza wersja formatu, zwanego także Basic FITS, została ukończona 28 marca 1979. W 1981, po przetestowaniu formatu na kilku różnych systemach komputerowych, oficjalnie opublikowano pierwszą wersję formatu, a w 1982 format został zatwierdzony przez IAU jako standard.

## Struktura
W ogólności plik w formacie FITS powinien się składać z co najmniej jednego nagłówka oraz bloku danych następujących po nim. Blok taki nazywany jest HDU (Header-Data Unit). Plik składający się z jednego bloku HDU nazywany jest plikiem SIF (od Single Image FITS), natomiast plik składający się z wielu jednostek HDU nazywany jest plikiem MEF (Multi-Extension FITS).